# Trhanovská alej
Trhanovská alej (nebo též Lomikarova alej) je chráněné stromořadí mezi Trhanovem a osadou Nové Hamry. Stromořadí rostoucí okolo silnice č. 195 v nadmořské výšce 450 m je tvořeno přibližně 140 stromy lípy malolisté (Tilia cordata) a velkolisté (Tilia platyphyllos). Původní stromy jsou přibližně 350 let staré, obvod jejich kmenů je od 350 do 620 cm, nejvyšší dosahují 22 m (měření 1994). Přes časté ošetřování se zdravotní stav aleje horší, stromořadí je však doplňováno – několik desítek lip tak pochází ze současnosti. Alej je chráněna od roku 2001 pro svůj věk a jako krajinná dominanta.

## Poznámka ke jménu
Alternativní pojmenování pochází pravděpodobně z lidové podoby jména místního šlechtice ze 17. století, Wolfa Maxmiliána Lamingena svob. pána z Albenreuthu, který proslul jako protivník Jana Sladkého zvaného Koziny.

## Stromy v okolí
- Hamerský dub
- Vondráškuc lípa